# Garcinia smithii
Garcinia smithii är en tvåhjärtbladig växtart som beskrevs av A.J.G.H. Kostermans. Garcinia smithii ingår i släktet Garcinia och familjen Clusiaceae. Inga underarter finns listade i Catalogue of Life.